# Battling Buddy
Pour plus de détails, voir Fiche technique et Distribution.
Battling Buddy est un film américain réalisé par Richard Thorpe, sorti en 1924.

## Synopsis
Buddy West hérite un ranch de son oncle, mais à la condition qu'il ne soit pas jugé incompétent, sinon le ranch ira au contremaître Pete Hall. Ce dernier fait capturer Buddy et le fait enfermer dans un asile. Buddy s'échappe, sauve sa cousine des mains du contremaître et prend possession de son héritage.

## Fiche technique
- Titre original : Battling Buddy
- Réalisation : Richard Thorpe
- Scénario d'après une histoire de Betty Burbridge
- Photographie : George Meehan
- Production : Lester F. Scott Jr.
- Société de production : Approved Pictures
- Société de distribution : Weiss Brothers Artclass Pictures
- Pays de production :  États-Unis
- Langue originale : anglais
- Format : noir et blanc — 35 mm — 1,33:1 — film muet
- Genre : Western
- Durée : 5 bobines - 1 402 m
- Date de sortie :
  - États-Unis : 15 août 1924

## Distribution
- Buddy Roosevelt : Buddy West
- Violet La Plante : Dorothy Parker
- William Lowery : Pete Hall
- Kewpie King : Ginger
- N.E. Hendrix : Fred Burrows
- Charles E. Butler : Sam White